# Chip Roy
Charles Eugene Roy, detto Chip (Bethesda, 7 agosto 1972), è un politico statunitense, membro della Camera dei Rappresentanti per lo stato del Texas.

## Biografia
Nato a Bethesda e cresciuto in Virginia, Roy studiò all'Università della Virginia e successivamente lavorò come analista di banca d'investimento. In seguito si laureò in giurisprudenza all'Università del Texas ad Austin e divenne collaboratore di John Cornyn, Rick Perry e Ted Cruz.
Membro del Partito Repubblicano, nel 2018 si candidò alla Camera dei Rappresentanti per il seggio lasciato da Lamar Smith e venne eletto deputato.
Sposato e padre di due figli, Roy è sopravvissuto ad un linfoma di Hodgkin.